# 臺南市後壁區安溪國民小學
臺南市後壁區安溪國民小學位於臺灣臺南市後壁區，其創校歷史可追溯至1914年。該校建於1950年代的舊辦公室與禮堂已在2004年9月22日被公告為歷史建築。

## 沿革
安溪國小的歷史可追溯至臺灣日治時期的大正三年（1914年）4月20日，當時是借用安溪寮庄250番地的林家祖廟上課，而教職員只有教諭松田鐵太郎與雇員黃城，而學生只有四名男童。而其設校則有賴於當時的安溪寮區蘇區長、烏樹林保正陳滾、安溪寮林保正與蘇化宇等人的努力。
學校在大正五年（1916年）3月10日遷到安溪寮字頂寮196番地的新校舍，正式成立「店仔口公學校安溪寮分班」，後來在大正十年（1922年）獨立為「安溪寮公學校」，共設五班。之後在大正十四年（1925年）11月在安溪寮青年會會長蘇餘謨與相關單位交涉下，令校地擴張。到了昭和十六年（1941年）4月1日時因制度改革，更名「安溪寮國民學校」，班級增為九班。
二次大戰後，學校在民國三十六年（1947年）3月1日改為「後壁鄉安溪國民學校」，之後在民國五十四年（1965年）9月建午餐廚房。民國五十七年（1968年）8月因實施九年國教而更名「臺南縣安溪國民小學」直到2010年行政區改制才改為今名。之後安溪國小在民國六十七年（1978年）3月拆除七間舊宿舍與八間危險教室，民國七十三年（1984年）3月25日承辦後壁鄉第18屆運動會，同年4月1日舉行創校70週年校慶暨社區運動會。而後在1990年代，安溪國小陸續新建午餐調理室、教室等設施，修繕舊教室、禮堂與禮儀教室（舊辦公室）。

## 歷任校長
戰後
| 姓名   | 任期                          | 備註 |
| 康甘樹 | 1946年11月29日－1951年8月18日 |      |
| 吳慶麟 | 1951年8月18日－1960年9月2日   |      |
| 李光昱 | 1960年9月2日－1965年9月18日   |      |
| 黃武雄 | 1965年9月18日－1973年8月12日  |      |
| 林壽年 | 1973年8月12日－1977年3月16日  |      |
| 林振益 | 1977年3月16日－1977年9月1日   | 代理 |
| 蘇頑石 | 1977年9月1日－1986年8月1日    |      |
| 沈逢春 | 1986年8月1日－1988年2月1日    |      |
| 林振益 | 1988年2月1日－1988年7月31日   | 代理 |
| 陳麗橤 | 1988年8月1日－1994年2月1日    |      |
| 林振益 | 1994年2月1日－1994年2月28日   | 代理 |
| 張瑞財 | 1994年2月28日－2002年7月31日  |      |
| 劉信卿 | 2002年8月1日－2006年7月31日   |      |
| 張麗花 | 2006年8月1日－2014年7月31日   |      |
| 楊招謨 | 2014年8月1日－2018年7月31日   |      |
| 蔡志奇 | 2018年8月1日至今              |      |

## 學區
日治時期時，該校學區除了安溪寮外，還包括今土庫里、烏樹林、長短樹、上下茄苳、新港東、北勢寮等地區，鼎盛時期共24班，學生1200人左右。而目前安溪國小的學區只有安溪寮的頂安、福安、長安三里。

## 文化資產
安溪國小的舊辦公室與禮堂均為一層樓的磚木混合建築，分別落成於1953年與1955年。現在禮堂依然是學校集會場所以及室內體育場，而辦公廳則改為禮儀教室，也作為學生作品展示、教師會議廳、輔導室、退休教師聯誼室、義工團辦公室、家長委員會聯誼室等用途。

## 外部連結
- 臺南市後壁區安溪國民小學